# Classe Valemax

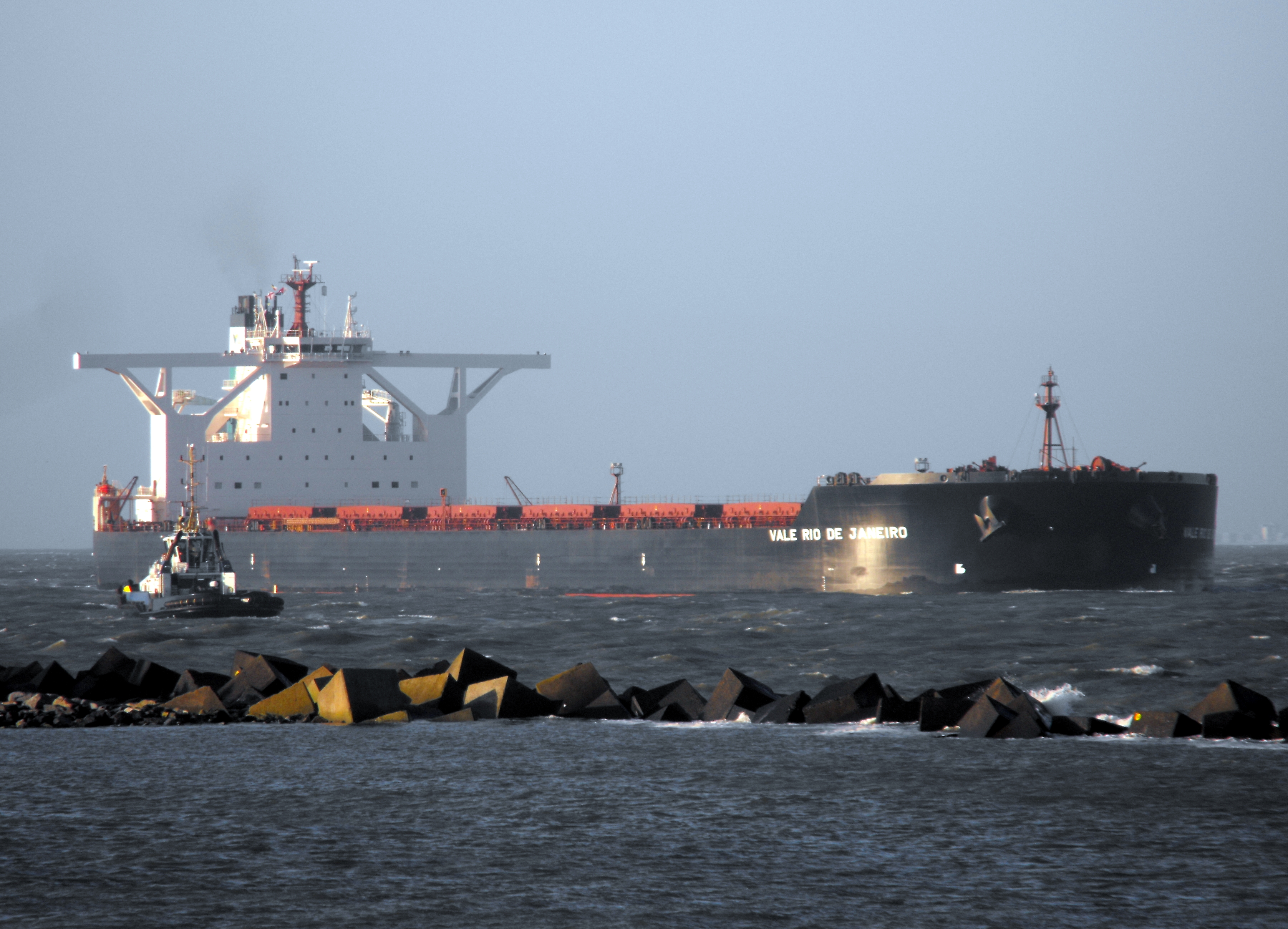
Le Vale Rio de Janeiro arrivant à Rotterdam.

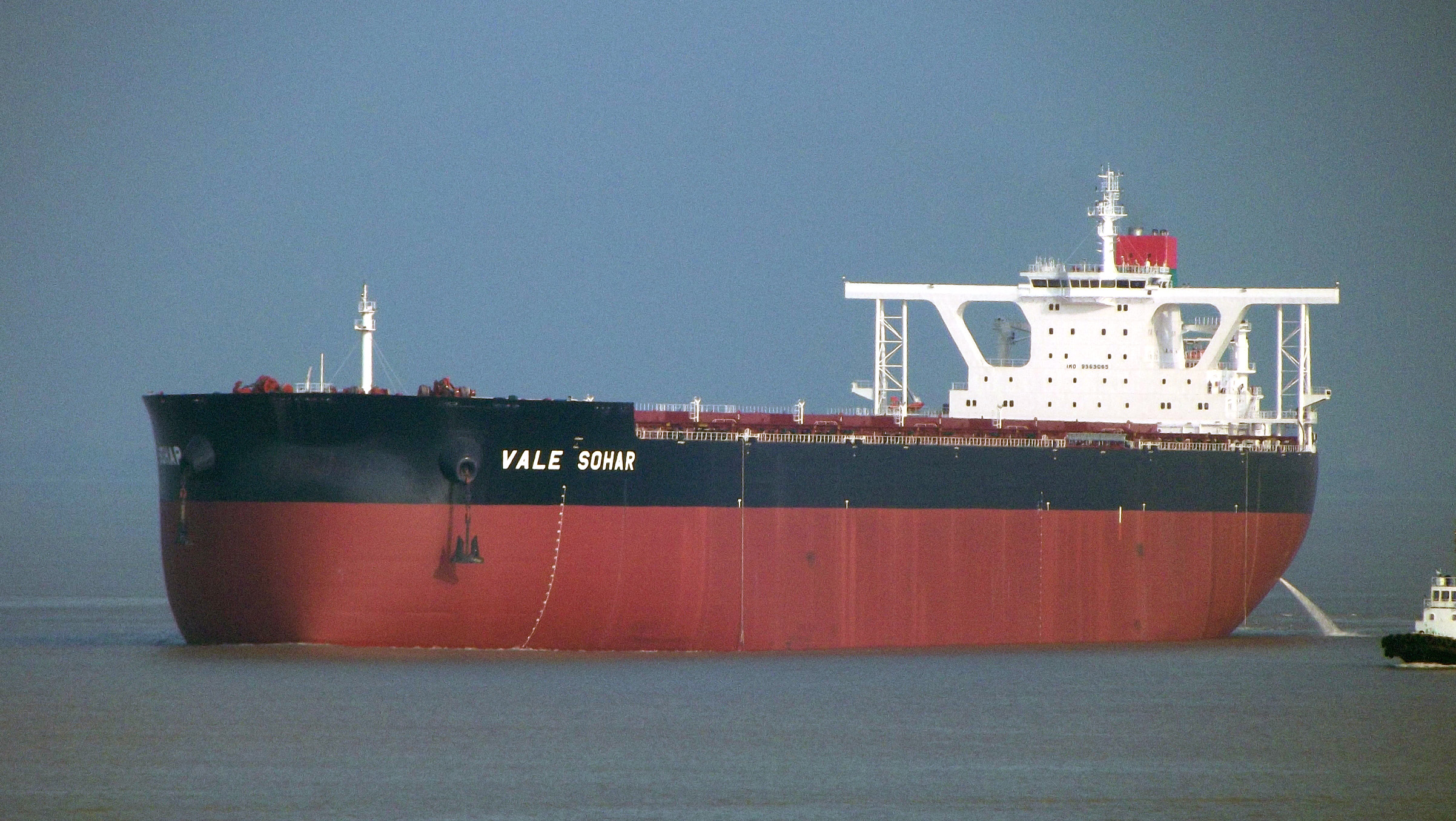
Le Vale Sohar, lège, à Nantong.

Les navires de la classe Valemax sont une flotte de VLOC (Very Large Ore Carrier, en anglais « très grand minéralier ») possédés ou affrétés par la compagnie minière brésilienne Vale S.A. pour transporter du minerai de fer depuis le Brésil vers des ports européens et asiatiques. Avec une capacité allant de 380 000 à 400 000 tonnes de port en lourd, les navires Valemax sont les plus grands vraquiers jamais construits. Le programme Valemax a été développé pour permettre à Vale de concurrencer ses concurrents australiens Rio Tinto et BHP Billiton quatre fois plus proche de la Chine,. 
Vale a commandé, en 2008, douze navires Valemax de 400 000 DWT auprès du chantier naval de Jiangsu Rongsheng Heavy Industries en Chine, ainsi que sept autres supplémentaires auprès des chantiers coréens Daewoo Shipbuilding & Marine Engineering en 2009. Seize navires similaires de plus seront construits en Corée du Sud et en Chine pour d'autres armateurs et affrétés par Vale sous des contrats de longue durée.
Le développement de cette classe de navire par Vale avait pour but de diminuer les coûts d'expédition de 20 à 25 %, le point faible de son minerai à cause de sa situation géographique par rapport au premier consommateur mondial chinois. Mais par protectionnisme pour son industrie du transport, le ministère du commerce de la République populaire de Chine interdit l'entrée au port chinois à tous les vraquiers de plus de 300 000 DWT le 31 janvier 2012. Vale négocie alors la réouverture des ports chinois à sa flotte. Finalement, après avoir signé un contrat de 500 millions de dollars avec Shandong Shipping, une compagnie maritime chinoise, l'entrée des ports chinois est à nouveau autorisée aux navires Valemax en février 2015. Depuis, une grande partie des navires Valemax ont été renommés.
Le premier navire Valemax, Vale Brasil, a été livré en 2011. Initialement, les 35 navires devaient être en service pour 2013, mais en juillet 2014, deux navires sont toujours en construction.

## Liste de navires Valemax
| Nom                                                        | Armateur                                 | Année                                    | N° chantier                              | N° IMO                                   | Statut                                   |
| Daewoo Shipbuilding & Marine Engineering                   | Daewoo Shipbuilding & Marine Engineering | Daewoo Shipbuilding & Marine Engineering | Daewoo Shipbuilding & Marine Engineering | Daewoo Shipbuilding & Marine Engineering | Daewoo Shipbuilding & Marine Engineering |
| ---------------------------------------------------------- | ---------------------------------------- | ---------------------------------------- | ---------------------------------------- | ---------------------------------------- | ---------------------------------------- |
| MS Ore Brasil (2014–) Vale Brasil (2011–2014)              | Vale Shipping                            | 2011                                     | 1201                                     | 9488918                                  | En service                               |
| Shandong Da De (2013–) Vale Rio De Janeiro (2011–2013)     | Vale Shipping                            | 2011                                     | 1202                                     | 9572329                                  | En service                               |
| Ore Italia (2014–) Vale Italia (2011–2014)                 | Vale Shipping                            | 2011                                     | 1203                                     | 9572331                                  | En service                               |
| Shandong Da Ren (2014–) Vale Malaysia (2012–2014)          | Vale Shipping                            | 2012                                     | 1204                                     | 9572343                                  | En service                               |
| Shandong Da Cheng (2014–) Vale Carajas (2012–2014)         | Vale Shipping                            | 2012                                     | 1212                                     | 9593919                                  | En service                               |
| Shandong Da Zhi (2013–) Vale Minas Gerais (2012–2013)      | Vale Shipping                            | 2012                                     | 1213                                     | 9593957                                  | En service                               |
| Ore Korea (2014–) Vale Korea (2013–2014)                   | Vale Shipping                            | 2013                                     | 1214                                     | 9593969                                  | En service                               |
| STX Offshore & Shipbuilding                                |                                          |                                          |                                          |                                          |                                          |
| Vale Beijing                                               | STX Pan Ocean                            | 2011                                     | 1701                                     | 9575448                                  | En service                               |
| Sea Qingdao (2014–) Vale Qingdao (2012–2014)               | STX Pan Ocean                            | 2012                                     | 1702                                     | 9575450                                  | En service                               |
| Sea Espirito Santo (2014–) Vale Espirito Santo (2012–2014) | STX Pan Ocean                            | 2012                                     | 1703                                     | 9575462                                  | En service                               |
| Sea Indonesia (2014–) Vale Indonesia (2012–2014)           | STX Pan Ocean                            | 2012                                     | 1704                                     | 9575474                                  | En service                               |
| Sea Fujiyama (2014–) Vale Fujiyama (2012–2014)             | STX Pan Ocean                            | 2012                                     | 1705                                     | 9575486                                  | En service                               |
| Sea Tubarao (2014–) Vale Tubarao (2013–2014)               | STX Pan Ocean                            | 2013                                     | 1706                                     | 9575498                                  | En service                               |
| Vale Ponta da Madeira                                      | STX Pan Ocean                            | 2014                                     | 1707                                     | 9575503                                  | Mis à l'eau                              |
| Vale Maranhao                                              | STX Pan Ocean                            | 2013                                     | 1708                                     | 9575515                                  | En service                               |
| Jiangsu Rongsheng Heavy Industries                         |                                          |                                          |                                          |                                          |                                          |
| Ore China (2014–) Vale China (2011–2014)                   | Vale Shipping                            | 2011                                     | H1105                                    | 9522972                                  | En service                               |
| Vale Dongjiakou                                            | Vale Shipping                            | 2012                                     | H1106                                    | 9532513                                  | En service                               |
| Ore Dalian (2014–) Vale Dalian (2012–2014)                 | Vale Shipping                            | 2012                                     | H1107                                    | 9532525                                  | En service                               |
| Ore Hebei (2014–) Vale Hebei (2012–2014)                   | Vale Shipping                            | 2012                                     | H1108                                    | 9532537                                  | En service                               |
| Ore Shandong (2014–) Vale Shandong (2012–2014)             | Vale Shipping                            | 2012                                     | H1109                                    | 9532549                                  | En service                               |
| Vale Jiangsu                                               | Vale Shipping                            | 2013                                     | H1110                                    | 9532551                                  | En service                               |
| Ore Caofeidian (2014–) Vale Caofeidian (2013–2014)         | Vale Shipping                            | 2013                                     | H1111                                    | 9532575                                  | En service                               |
| Vale Lianyungang                                           | Vale Shipping                            | 2013                                     | H1112                                    | 9532587                                  | En service                               |
| Ore Majishan Vale Majishan (before delivery)               | Vale Shipping                            | 2014                                     | H1113                                    | 9532599                                  | En service                               |
| Ore Tianjin Vale Tianjin (avant livraison)                 | Vale Shipping                            | 2014                                     | H1114                                    | 9532604                                  | Commandé                                 |
| Vale Rizhao                                                | Vale Shipping                            |                                          | H1115                                    | 9532616                                  | Commandé                                 |
| Vale Ningbo                                                | Vale Shipping                            |                                          | H1116                                    | 9532628                                  | Commandé                                 |
| Vale Sohar                                                 | Oman Shipping Company                    | 2012                                     | H1125                                    | 9565065                                  | En service                               |
| Vale Liwa                                                  | Oman Shipping Company                    | 2012                                     | H1126                                    | 9566514                                  | En service                               |
| Vale Shinas                                                | Oman Shipping Company                    | 2013                                     | H1127                                    | 9566538                                  | En service                               |
| Vale Saham                                                 | Oman Shipping Company                    | 2013                                     | H1128                                    | 9566526                                  | En service                               |
| Bohai Shipbuilding Heavy Industry                          |                                          |                                          |                                          |                                          |                                          |
| Berge Everest                                              | Berge Bulk                               | 2011                                     | BH416-1                                  | 9447536                                  | En service                               |
| Berge Aconcagua                                            | Berge Bulk                               | 2012                                     | BH416-2                                  | 9447548                                  | En service                               |
| Berge Jaya                                                 | Berge Bulk                               | 2012                                     | BH416-3                                  | 9447550                                  | En service                               |
| Berge Neblina                                              | Berge Bulk                               | 2013                                     | BH416-4                                  | 9447562                                  | En service                               |